# Jacob L. Mey
Jacob Louis Mey (Amesterdão, 30 de outubro de 1926 - 10 de fevereiro de 2023) foi professor de linguística, especializado em pragmática. Atualmente, foi professor emérito do Instituto de Linguagem e Comunicação da Universidade do Sul da Dinamarca, do qual se aposentou em 1996.

## Carreira
Mey recebeu seu Doutorado em Linguística pela Universidade de Copenhague em 1960, supervisionado por Louis Hjelmslev. Ele também trabalhou na Universidade de Oslo, Universidade do Texas em Austin, Universidade de Georgetown, Universidade de Yale, Universidade de Tsukuba, National Language Research Institute, Tóquio, Universidade do Noroeste, Universidade da Cidade de Hong Kong, Universidade de Frankfurt, Universidade Estadual de Campinas, Universidade de Brasília, Universidade de Haifa e Haifa Technion, Södertörn University College e Universidade de Örebro.
Até 2010, ele foi editor-chefe do Journal of Pragmatics, fundado em 1977 com Hartmut Haberland. Ele é editor-chefe da RASK, a revista internacional de linguagem e comunicação e um dos editores da Pragmatics & Society.
Ele originou a noção de pragmeme.
Em 1992, ele recebeu um doutorado honorário pela Universidade de Zaragoza.

## Vida pessoal
Mey é casado com Inger Mey desde 1965, tendo cinco filhos.